# Scolitantides orion
Scolitantides orion là một loài bướm trong họ Lycaenidae. Chúng thường được tìm thấy ở Tây Ban Nha, Pháp và all the way to Japan.

## Chú thích

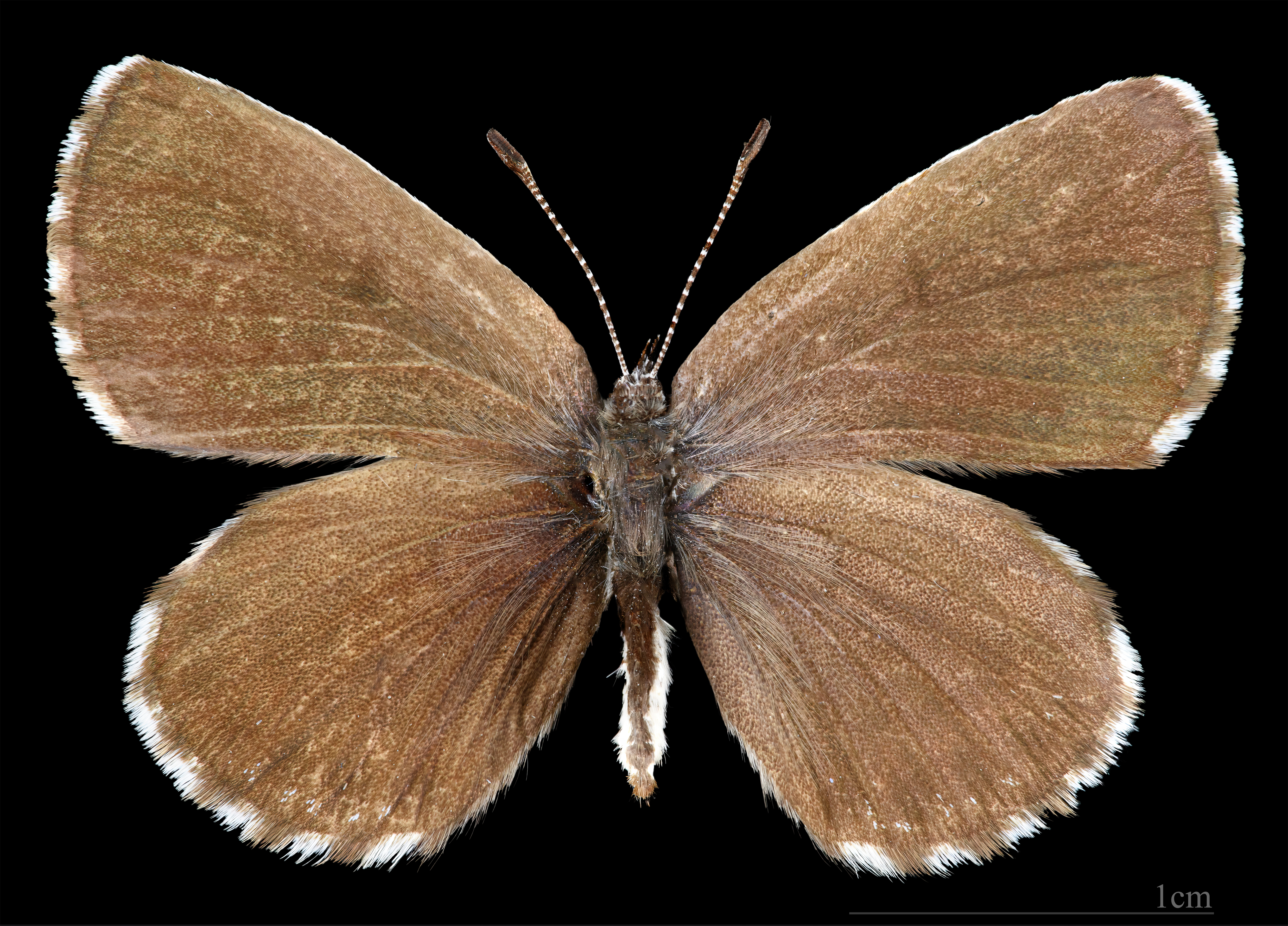
Scolitantides o. orion ♀
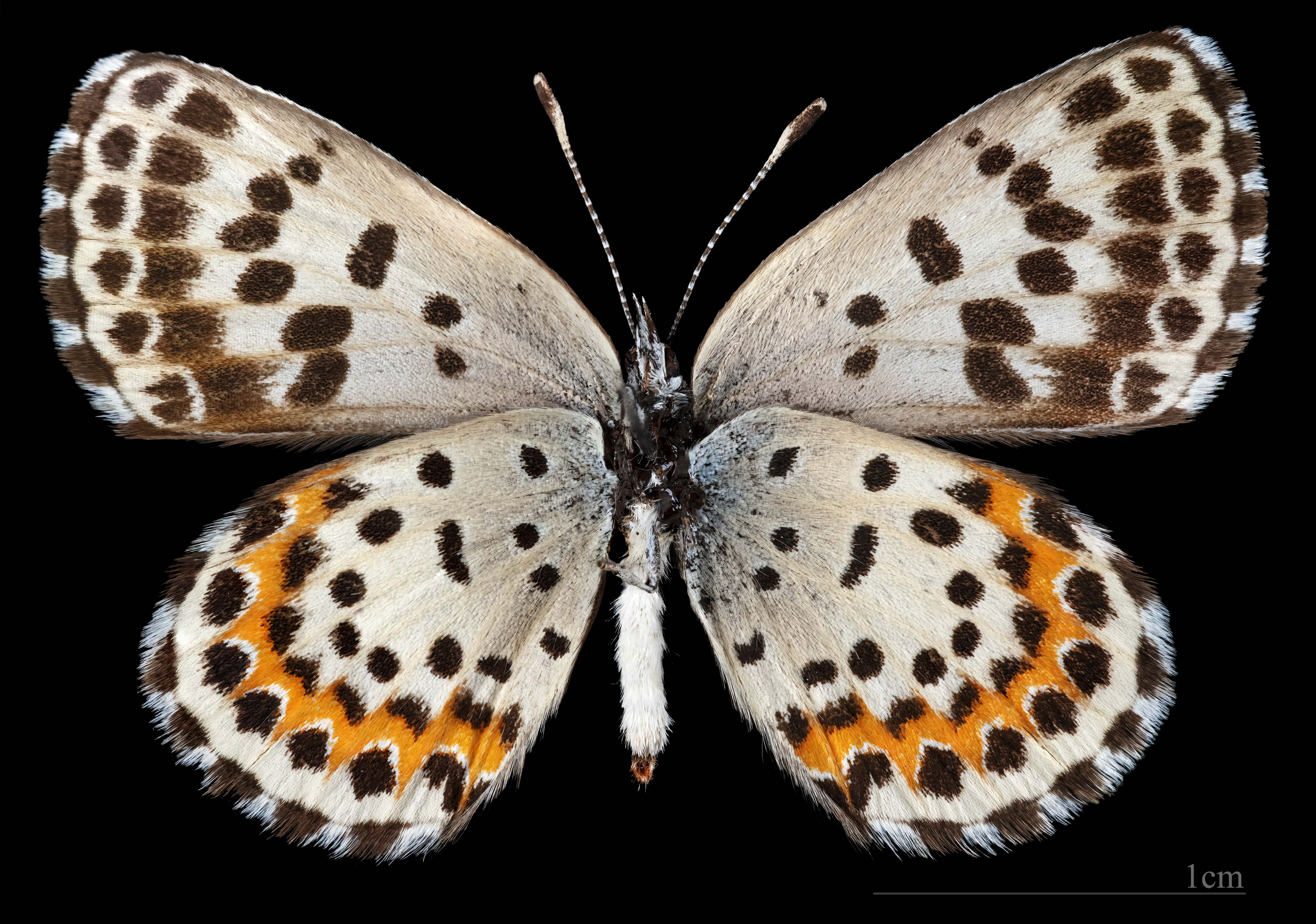
Scolitantides o. orion ♀ △